# 斯旺納諾阿 (北卡羅萊納州)
斯旺納諾阿（英語：Swannanoa）是位於美國北卡羅萊納州班康縣的普查規定居民點。

## 人口
根據2020年美國人口普查的數據，斯旺納諾阿的面積為16.59平方千米，當中陸地面積為16.51平方千米，而水域面積為0.08平方千米。當地共有人口5021人，而人口密度為每平方千米302.65人。